# Kvarndammen (Barkeryds socken, Småland, 640219-142856)
Kvarndammen är en sjö i Nässjö kommun i Småland och ingår i Motala ströms huvudavrinningsområde.